# Charlie Granfelt
Charlie Granfelt, (i folkbokföringen Carl-Johan Larsson Granfelt) född 2 februari 1967 i Täby, var VD i AIK Fotboll AB mellan den 1 november 2005 och den 10 november 2008. 
Under hans tid som VD återetablerade sig AIK i Allsvenskan som ett topplag, och bolaget AIK Fotboll AB noterades på börsen, Nordic Growth Market i juli 2006. Granfelt ingick i AIK:s sportråd tillsammans med sportchef Ola Andersson, huvudtränare Rikard Norling, ungdomsansvarige Leif Karlsson, och ekonomichef Hans Christopher Toll. En konflikt i Sportrådet om strategisk inriktning och ledning av laget slogs upp stort i media . Detta föranledde öppet missnöje hos supportrarna, som i sin lojalitet till Norling tog ståndpunkt emot Granfelt och Andersson. Upprördhet över att AIK:s styrelse och ledning beslutat att sparka Rikard Norling innan säsongslut ledde till en massiv demonstration från supporterhåll. Detta i sin tur satte press på styrelsen och dess ordförande Per Bystedt att vidta en större organisationsförändring. Den 10 november, dagen efter sista omgången i Allsvenskan 2008, blev således både Rikard Norling och Charlie Granfelt uppsagda från sina tjänster. Senare samma dag så lämnade även Ola Andersson och assisterande tränaren Nebosja Novakovic klubben. Mikael Stahre tillträdde som ny huvudtränare, medan ekonomichef Annela Yderberg blev tillförordnad VD. AIK vann SM-guld året därpå, efter en dramatisk bortamatch i sista omgången mot rivalen IFK Göteborg . AIK vann sitt 11:e SM-guld sedan 1891. Trots framgången 2009, så följdes säsongen 2010 av motgångar. Inför säsongen 2011 byttes styrelsen till stora delar ut, och Johan Strömberg blev ny ordförande . 
Finanskrisen i Sverige 2008-2009 gjorde att arbetsmarknaden låg nede och Granfelt flyttade därför tillbaka till Stavanger under hösten 2009, där han hade bott och arbetat sedan 1994. December 2009 anställdes han som försäljningsdirektör hos den norske fiskfoderproducenten Skretting. För Charlie Granfelt var fortsatt engagemang inom idrotten, framförallt fotboll, naturligt och därför tackade han ja till rollen som vice ordförande i Viking FK, 2014. Året efter blev han nominerad och invald som styrelsens ordförande i både Viking FK och Viking ASA.